# Grande Prêmio da França de 1969
Resultados do Grande Prêmio da França de Fórmula 1 realizado em Charade à 6 de julho de 1969. Quinta etapa da temporada, foi vencida pelo britânico Jackie Stewart.

## Classificação da prova
| Pos. | Nº | Piloto               | Construtor   | Voltas | Tempo/Diferença      | Grid | Pontos |
| ---- | -- | -------------------- | ------------ | ------ | -------------------- | ---- | ------ |
| 1    | 2  | Jackie Stewart       | Matra-Ford   | 38     | 1:56:47.4            | 1    | 9      |
| 2    | 7  | Jean-Pierre Beltoise | Matra-Ford   | 38     | + 57.1               | 5    | 6      |
| 3    | 11 | Jacky Ickx           | Brabham-Ford | 38     | + 57.3               | 4    | 4      |
| 4    | 5  | Bruce McLaren        | McLaren-Ford | 37     | + 1 volta            | 7    | 3      |
| 5    | 10 | Vic Elford           | McLaren-Ford | 37     | + 1 volta            | 10   | 2      |
| 6    | 1  | Graham Hill          | Lotus-Ford   | 37     | + 1 volta            | 8    | 1      |
| 7    | 12 | Silvio Moser         | Brabham-Ford | 36     | + 2 voltas           | 13   |        |
| 8    | 4  | Denny Hulme          | McLaren-Ford | 35     | + 3 voltas           | 2    |        |
| 9    | 3  | Jo Siffert           | Lotus-Ford   | 34     | + 4 voltas           | 9    |        |
| Ret  | 6  | Chris Amon           | Ferrari      | 30     | Motor                | 6    |        |
| Ret  | 15 | Jochen Rindt         | Lotus-Ford   | 22     | Cansaço físico       | 3    |        |
| Ret  | 9  | Piers Courage        | Brabham-Ford | 21     | Chassis              | 11   |        |
| Ret  | 14 | John Miles           | Lotus-Ford   | 1      | Bomba de combustível | 12   |        |